# MMA 60
Le tombeau thébain, connu sous le nom de MMA 60, se trouve à Deir el-Bahari. Il fait partie de la nécropole thébaine, située sur la rive ouest du Nil, en face de Louxor. Ce tombeau abrite les sépultures de plusieurs personnalités de haut rang datant de la XXIe dynastie.

## Occupants de la tombe
Sont inhumés dans la tombe :
- Djedmoutesânkh A[2], supérieure du Harem d'Amon[3],
- Hénouttaouy[2], fille de Pinedjem Ier[4],
- Hénouttaouy[2],  chanteuse d'Amon et fille de Menkhéperrê[4],[5],
- Menkhéperrê[2], grand prêtre d'Amon et fils de Pinedjem Ier[6],[7],
- Ânkhesmout[2],
- Tabeketmout[2],
- Nésenaset, chanteuse d'Amon[8],
- Tiyi, chanteuse d'Amon[8].

La sépulture originale était celle des trois dames, Djedmoutesânkh A et les deux Hénouttaouy. Le tombeau fut ensuite rouvert et le grand prêtre d'Amon Menkhéperrê fut enterré aux côtés des trois femmes. La sépulture continua d'être rouverte et d'autres inhumations furent pratiquées, notamment pour Tabeketmout et Ânkhesmout.